# توم غلوفر
توم غلوفر (بالإنجليزية: Tom Glover)‏ (24 ديسمبر 1997 سيدني أستراليا - ) هو لاعب كرة قدم أسترالي يلعب كحارس مرمى.

## روابط خارجية
- توم غلوفر على موقع قاعدة بيانات كرة القدم.إي يو (الإنجليزية)
- توم غلوفر على موقع Soccerway.com (الإنجليزية)
- توم غلوفر على موقع أوليمبيديا (الإنجليزية)
- توم غلوفر على موقع AS.com (الإسبانية)